# Envägskommunikation
Envägskommunikation är en form av kommunikation som är enkelriktad. Exempel på enkelriktad kommunikation är massmedier såsom TV, radio och dagstidningar. 
Interaktionspunkter mellan skribent och läsare, såsom insändare i en tidning eller en radiokanals webbplats, möjliggör däremot för kommunikation både mellan tittare/lyssnare/läsare och exempelvis skribent/läsare, men budskapet en läsare framför på en hemsida får å andra sidan inte likvärdig exponering som det skribenten publicerar.[källa behövs]
Teknisk term för envägskommunikation är  simplex.